# Ризька вулиця (Київ)
Ри́зька ву́лиця — вулиця в Шевченківському районі міста Києва, місцевість Сирець. Пролягає від вулиць Парково-Сирецька і Дорогожицької до кінця забудови поруч з Сирецькою залізничною гілкою.
Прилучаються вулиці Родини Глаголєвих, Максима Берлинського, провулок Джорджа Орвелла, вулиця Вавилових та провулок Щусєва. Непарний бік вулиці забудований виключно одноповерховими приватними будинками, забудова парного боку змішана — спочатку домінує багатоповерхова забудова, в кінцевій частині — малоповерхова. До Ризької вулиці дотикаються парки «Сирецький» та «Дубки» («Сирецький Гай»).

## Історія
Вулиця виникла у середині XX століття під назвою 880-та Нова. Сучасну назву отримала 1953 року. Одне з тупикових відгалужень з «непарної» сторони Ризької вулиці у 1955⁣ — ⁣1961 роках мало назву Ризький провулок.
В кінці вулиці розташоване невеличке облаштоване кладовище — місце поховання військовополонених німців. За спогадами відомого києвознавця Дмитра Малакова, сюди було перенесено німецькі поховання з території парку імені Івана Багряного.

## Установи та заклади
- Міська клінічна лікарня № 9 (буд. № 1);
- Київський інститут банківської справи (буд. № 12);

## Культові споруди
На території міської клінічної лікарні № 9 знаходиться невелика церква ікони Божої Матері «Пантанасса» («Всецариця»). Належить Українській православній церкві Московського патріархату. Ініціатором створення храму був професор М. В. Суховій (1946—2007), завідувач відділення лікарні. Церква розташована у переобладнаному підсобному приміщенні лікарні. Його реконструкція почалася у червні 2001 року, храм освячено 21 січня 2002 року, а через тиждень, 27 січня, відбулася перша літургія. У травні 2004 року освячено дзвіницю та баптистерій. У 2011—2012 роках у церкві було проведено ремонт та здійснено розпис.

## Пам'ятні знаки
2014 року на фасаді будинку № 18 встановлено меморіальну таблицю українському поету, прозаїку, публіцисту Володимиру Затуливітеру, котрий мешкав у цьому будинку у 1980—2001 роках.

## Зображення

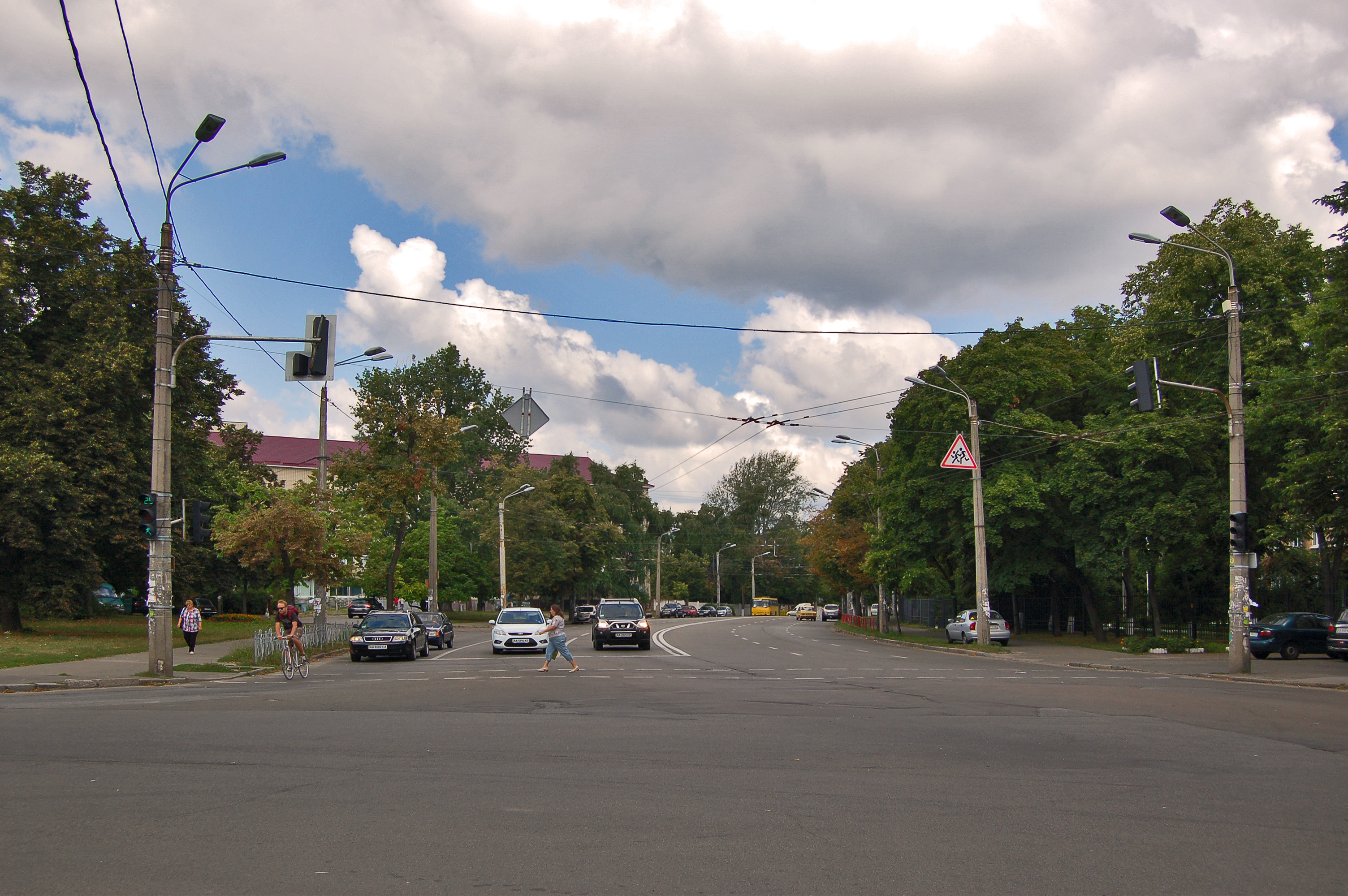
Початок вулиці
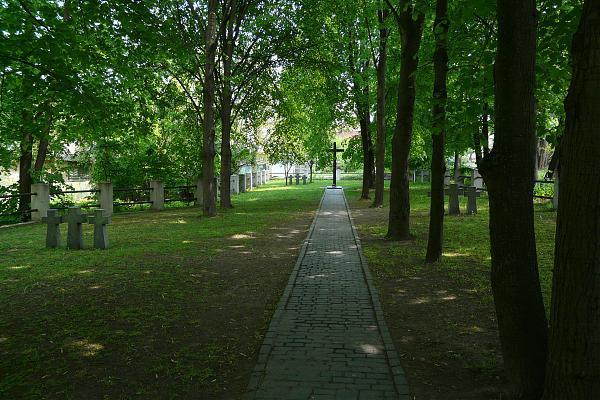
Німецьке кладовище